# TISM
A This is Serious Mum (rövidítve TISM) egy ausztrál rockegyüttes. Jelenlegi tagok: Ron Hitler-Barassi, Humphrey B. Flaubert, Jock Cheese, Eugene de-la-Hot-Croix Bun, Tokin Blackman és Les Misérables. Volt tagok: Genre B. Goode, Leek van Vlalen és John St. Peenis. 1982-ben alakultak meg Melbourne-ben. Főleg alternatív rockot játszanak, de több műfajban is zenélnek, például: synthpop vagy pop-rock. Jock Cheese (James Paul) gitáros 2008-ban elhunyt. A TISM híres humoros szövegeikről és albumcímeikről, különféle témák szatirizálásáról és koncertjeiről. A tagok művésznevekkel rendelkeznek, ezeknek legtöbbsége is paródia vagy szatirikus jellegű. Különleges ruhákat viselnek, ezzel elrejtve valódi kilétüket. Botrányba is kerültek már többször is az évek alatt, főleg az "I Might Be a Cunt, But I Am Not a Fucking Cunt" című daluk címe és klipje miatt, illetve az "Australia the Lucky Cunt" című EP-jük címe és borítója miatt. Hazájában, Ausztráliában kultikusnak számít ez a zenekar. 1982-től a mai napig működnek, habár többször feloszlottak. Először 1982-től 1983-ig voltak fenn, majd 1984-től 2004-ig, majd 2010-től 2011-ig. 2020 óta újból aktív a zenekar, két új albumot is megjelentettek: az egyik egy koncert album, a másik pedig egy dupla lemezes stúdióalbum, amelyen néma csend hallható. Ugyanettől az évtől fogva a zenekar honlapja is újból elérhető.

## Diszkográfia
Stúdióalbumok
- Great Truckin' Songs of the Renaissance (1988)
- Hot Dogma (1990)
- Machiavelli and the Four Seasons (1995)
- www.tism.wanker.com (1998)
- De RigeurMortis (2001)
- The White Albun (2004)
- The TISM Ultra Deluxe Double Omni-Album (2020)[2]